# Ruuttijärvi (Pajala socken, Norrbotten, 746856-183565)
Ruuttijärvi är en sjö i Pajala kommun i Norrbotten och ingår i Torneälvens huvudavrinningsområde. Sjön har en area på 0,0608 kvadratkilometer och ligger 173,9 meter över havet. Ruuttijärvi ligger i Torne och Kalix älvsystem Natura 2000-område.

## Delavrinningsområde
Ruuttijärvi ingår i det delavrinningsområde (746192-184205) som SMHI kallar för Ovan VDRID = Tupojoki i Torneälvens vattendragsyta. Medelhöjden är 167 meter över havet och ytan är 82,55 kvadratkilometer. Räknas de 1342 avrinningsområdena uppströms in blir den ackumulerade arean 31 498,12 kvadratkilometer. Avrinningsområdets utflöde Torneälven (Kamajåkka) mynnar i havet. Avrinningsområdet består mestadels av skog (63 procent), öppen mark (12 procent) och sankmarker (17 procent). Avrinningsområdet har 1,99 kvadratkilometer vattenytor vilket ger det en sjöprocent på 2,4 procent. Bebyggelsen i området täcker en yta av 1,07 kvadratkilometer eller 1 procent av avrinningsområdet.